# Rhoda Holmes Nicholls

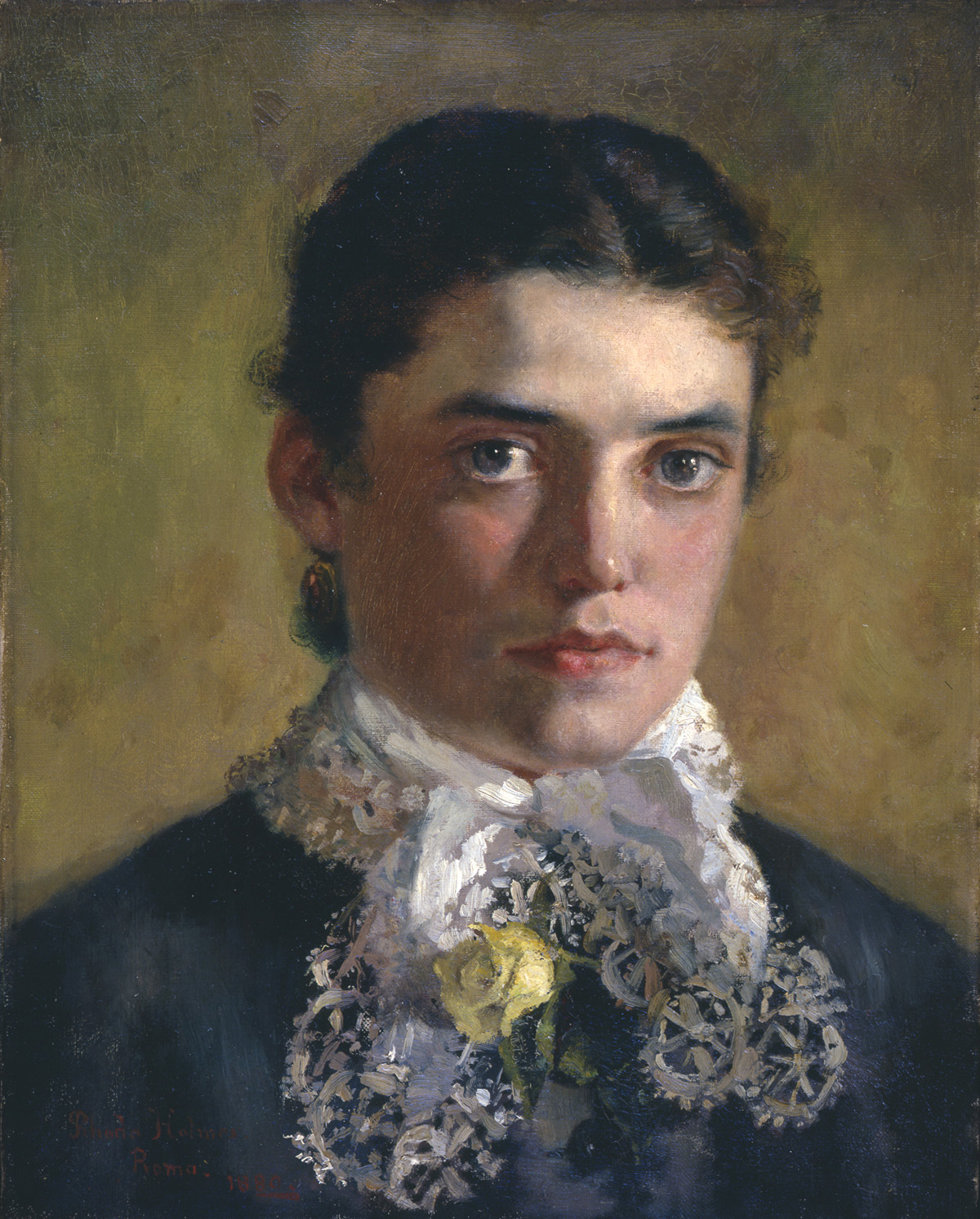
Rhoda Carleton Holmes Nicholls, Selbstporträt

Rhoda Carleton Marian Nicholls (* 28. März 1854 in Coventry, England; † 7. September 1930 in Stamford, Connecticut, USA) war eine englisch-amerikanische Malerin und Kunstlehrerin. Sie malte hauptsächlich Blumen, Landschaften und Figuren und arbeitete in Aquarell, Pastell und Öl.

## Leben und Werk

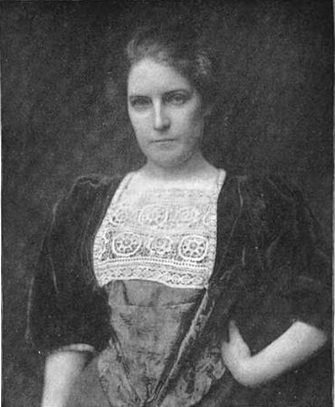
Fotografie von Rhoda Holmes Nicholls, 1896

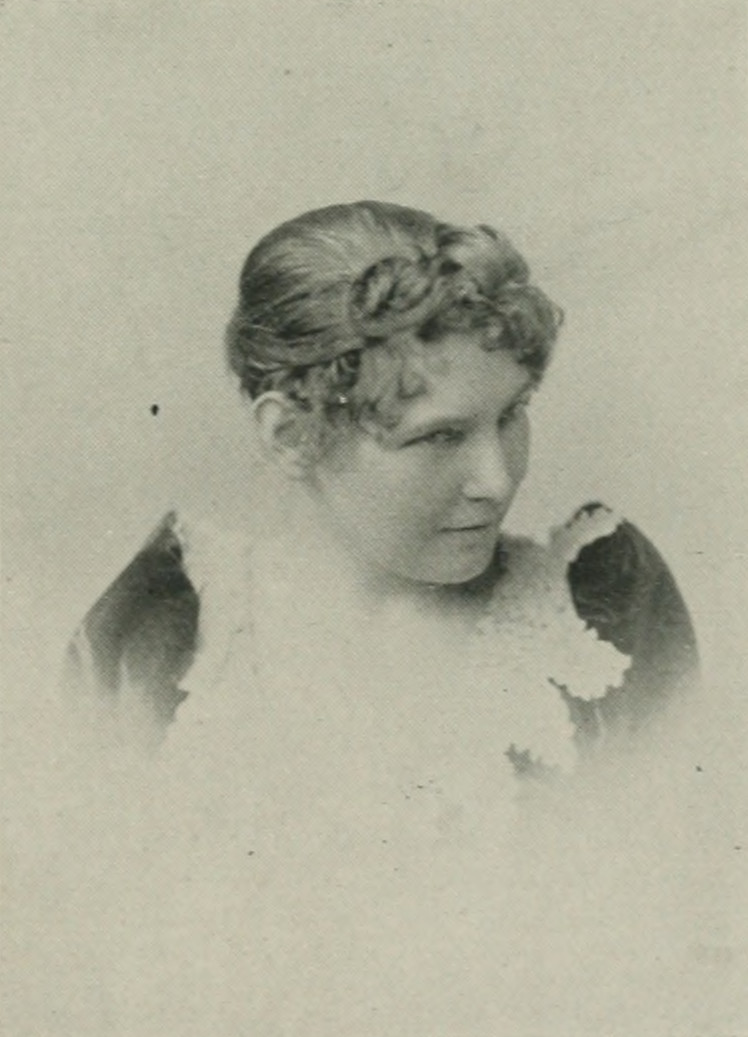
Fotografie in A woman of the century, 1893

Nichols wurde als Rhoda Carleton Marion Holmes als einzige Tochter des Pfarrers Georg Holmes und Marion Cooke Holmes geboren. Sie studierte Kunst an der Bloomsbury School of Art, dem heutigen Royal College of Art, einer der Schulen des Kensington Museums in London. Sie erhielt von der Königin, die ihre Zeichnungen begutachtet hatte, ein Stipendium für drei Studienjahre und einen zusätzlichen Geldpreis. Am Ende eines Studienjahres verzichtete sie auf das Stipendiengeld für weitere zwei Jahre und reiste nach Rom. Dort wurde sie Mitglied des Circello Artistico, einer Gruppe von Künstlern verschiedener Nationalitäten. Sie war die zweite Frau, die als Mitglied der Rome Watercolour Society gewählt wurde. Ihre Gemälde wurden in Rom, Turin und an der Royal Academy of Arts in London ausgestellt.
Nachdem sie drei Jahre lang auf der Straußenfarm ihres Bruders in Südafrika gelebt hatte, kehrte sie nach England zurück. Dort heiratete sie 1884 den amerikanischen Maler Burr H. Nicholls, den sie in Italien kennengelernt hatte. Sie übersiedelte mit ihm in die Vereinigten Staaten. In New York City bezogen sie ein Studio im Sherwood Building. Drei Jahre später wurde ihre Tochter geboren und eineinhalb Jahre darauf ein Sohn.
Nicholls gewann Medaillen auf der New York Prize Fund Exhibition 1886, der World’s Columbian Exposition in Chicago 1893, der Weltausstellung Cotton States and International Exposition 1895 und anderen großen Ausstellungen. Als ihr Gemälde für eine Pariser Ausstellung ausgewählt wurde und das Gemälde ihres Mannes nicht, ließ er sich von ihr scheiden. In Zeitungsberichten wurde in diesem Zusammenhang ausführlich vor den Gefahren des Erfolgs von Frauen und seinem möglichen Einfluss auf das Ehe- und Familienglück hingewiesen.
Zusätzlich zu ihrer Malerei gab Nicholls viele Jahre lang Aquarellunterricht an der Shinnecock Hills Summer School of Art auf Long Island und an der Art Students League of New York. Sie leitete außerdem Sommerkurse in Gloucester (Massachusetts) und Provincetown sowie in Kennebunkport in Maine. Sie war Mitarbeiterin von Art Interchange und Art Amateur und war Mitherausgeberin von Palette and Brush.
Von 1884 bis 1917 nahm sie an vierzehn Ausstellungen an der National Academy of Design teil, von 1884 bis 1903 an elf jährlichen Ausstellungen an der Pennsylvania Academy und von 1888 bis 1918 an fünfundzwanzig Ausstellungen am Art Institute of Chicago. 1924 fand in der Corcoran Gallery in Washington, D.C. eine große Ausstellung ihrer Aquarelle statt.
Sie war Mitglied der National Association of Women Artists, der American Society of Miniature Painters, der New York Water Color Society, der American Water Color Society, des Woman’s Art Club of New York und war Vizepräsidentin des New York Water Color Club.
Nicholls starb 1930 im Alter von 76 Jahren.
Ihre Arbeiten sind in Museen wie dem Smithsonian American Art Museum und dem High Museum of Art in Atlanta vertreten. 2006 präsentierte das Williams College Museum of Art (WCMA) die erste ausführliche Ausstellung für Rhoda Holmes Nicholls.

## Gemälde von Rhoda Holmes Nicholls (Auswahl)

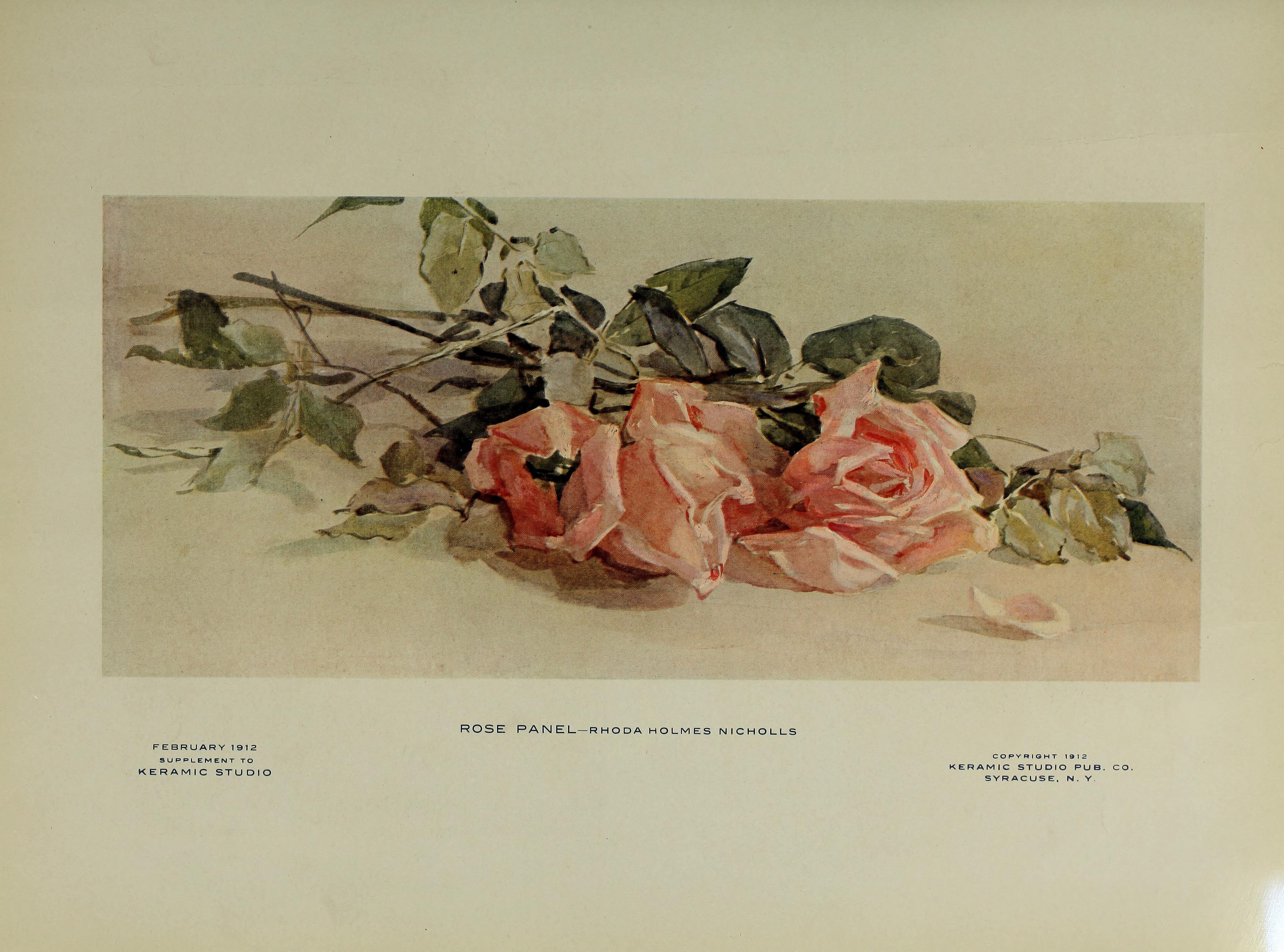
Keramic studio, 1899
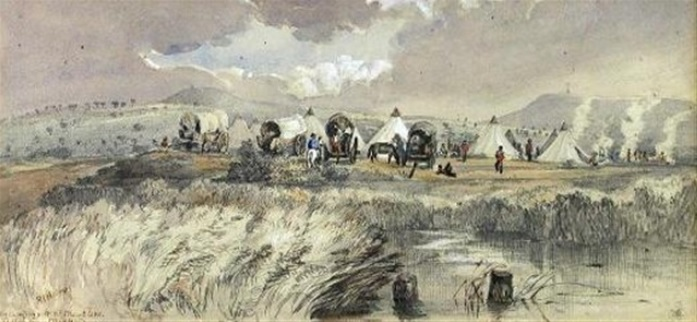
Lager in der Nähe von  Mount Coke, Kaffraria, Kap der Guten Hoffnung, Südafrika, ca. 1881–1884, Aquarell
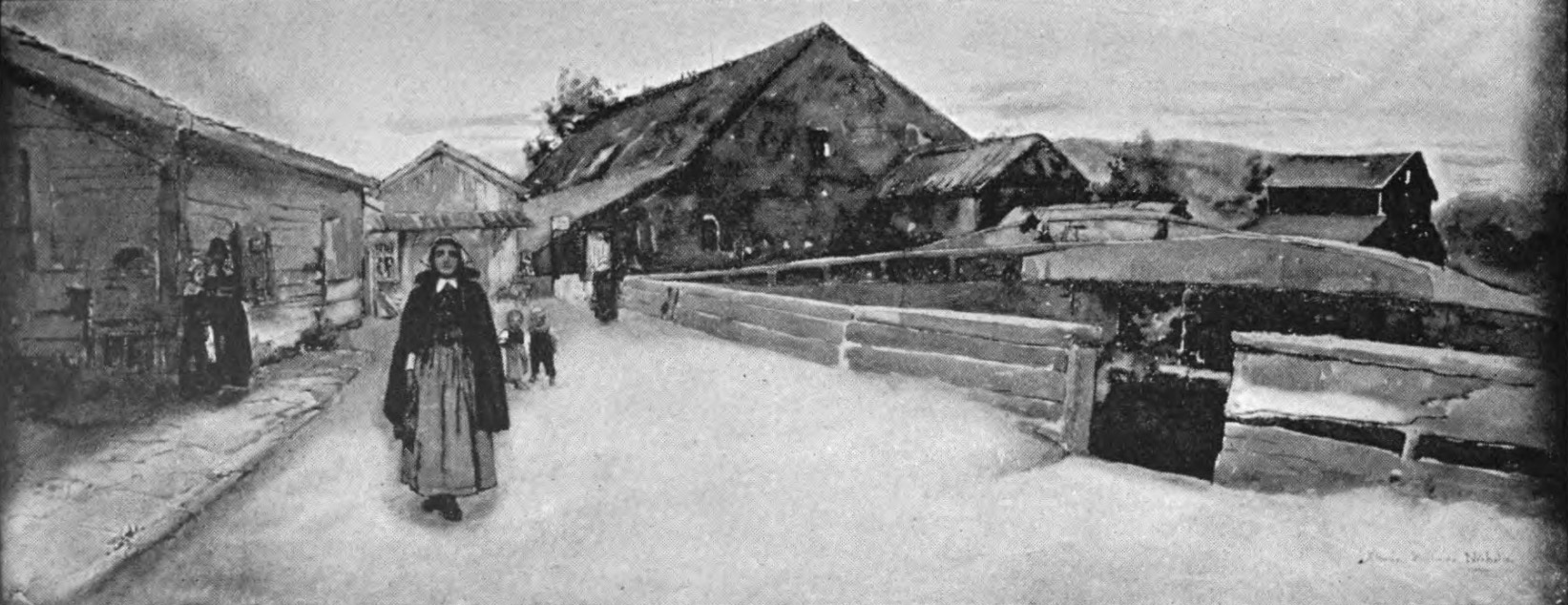
The Scarlet Letter, um 1887
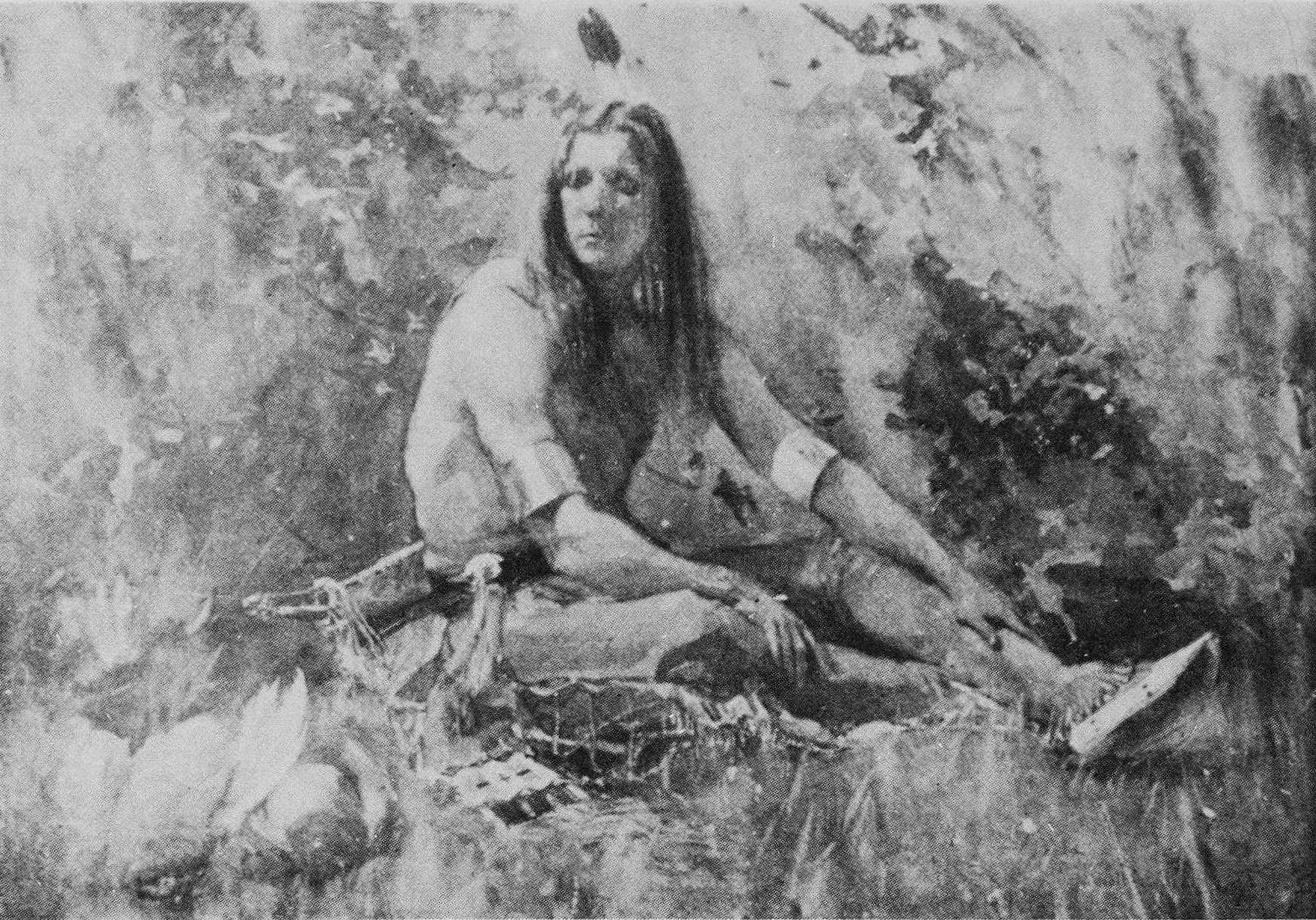
An Indian after the Chase, 1904
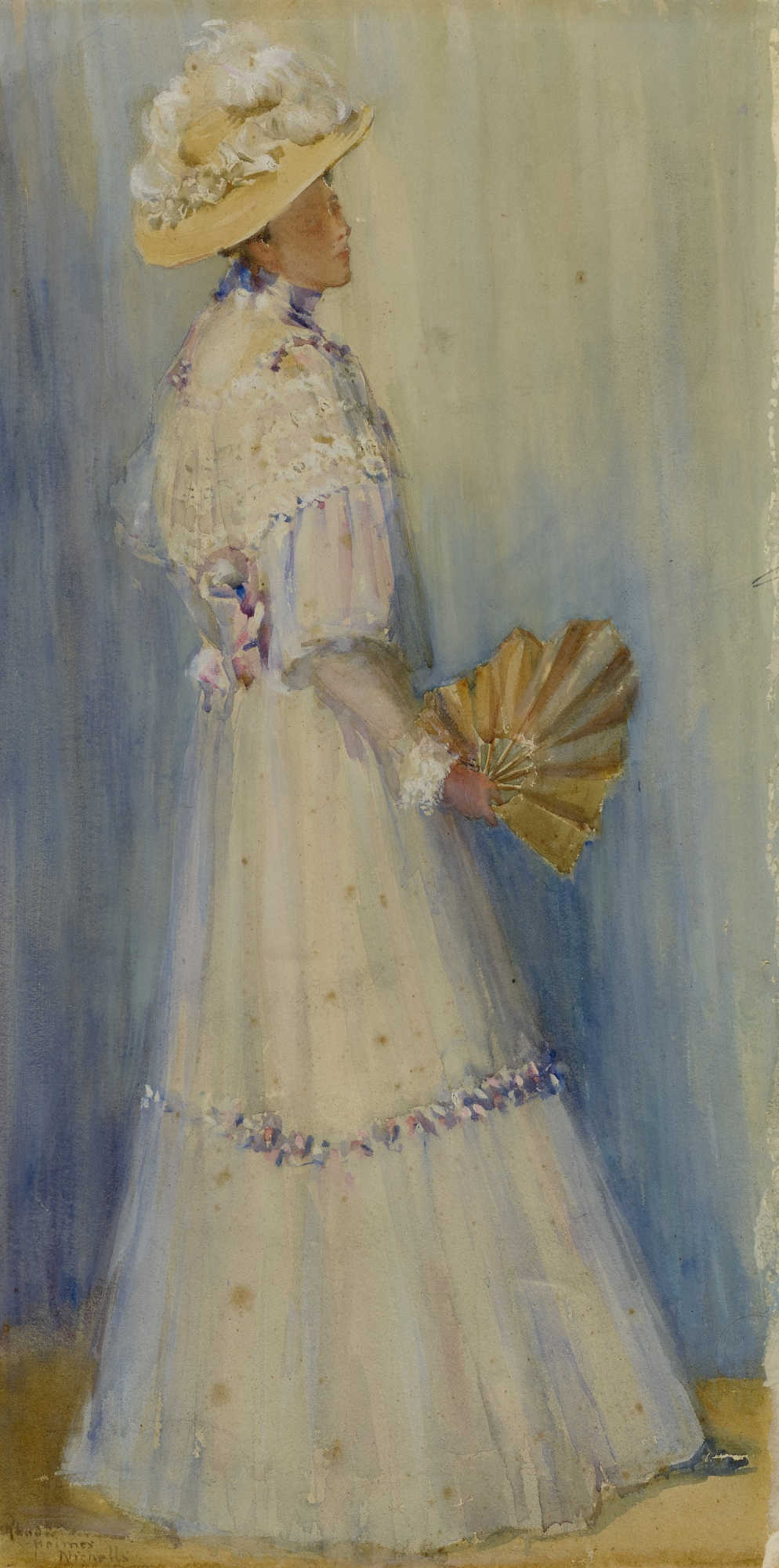
Lady with a Fan
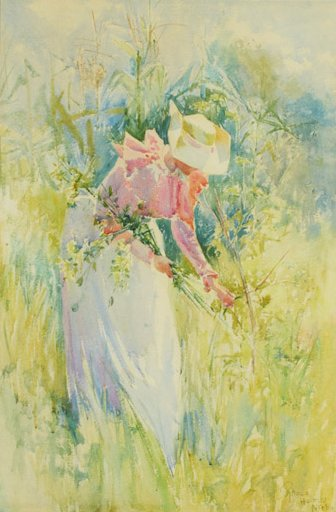
Picking Wildflowers, um 1900
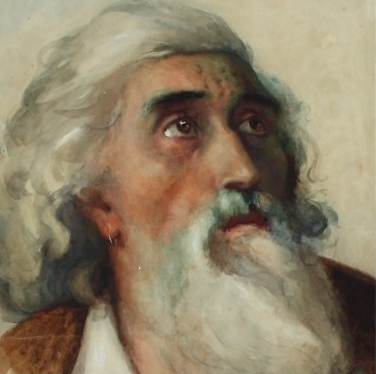
Roma, um 1880. Aquarell